# Lucia Aniello
Lucia Aniello (10 gennaio 1983) è una regista, sceneggiatrice e produttrice televisiva italiana naturalizzata statunitense.

## Biografia
Lucia Aniello è nata nel 1983 in Italia, ma è cresciuta a Hadley, nel Massachusetts, dove i suoi genitori possedevano alcuni ristoranti di cucina italiana. Successivamente si sono trasferiti a New York. Nel 2004 si è laureata alla Columbia University, dove si è specializzata in studi cinematografici e mediatici. Durante gli anni universitari, faceva parte della confraternita Sigma Delta Tau e giocava a tennis. È stata membro della Upright Citizens Brigade, un gruppo di improvvisazione e sketch comici fondato nel 1990 da un gruppo di comici, tra cui Amy Poehler. Nel 2007, durante un corso di improvvisazione comica della Upright Citizens Brigade, ha incontrato Paul W. Downs, suo futuro marito, con il quale ha iniziato a collaborare, fondando la società di produzione Paulilu Productions. Nel 2014, Aniello e Downs hanno iniziato a lavorare alla serie Broad City di Ilana Glazer, incontrata durante un corso della Upright Citizens Brigade, e Abbi Jacobson. Nel 2016 ha co-creato la miniserie Time Traveling Bong. L'anno seguente ha debuttato al cinema, dirigendo il film Crazy Night - Festa col morto, con protagoniste Scarlett Johansson, Kate McKinnon, Jillian Bell, Ilana Glazer e Zoë Kravitz. Nel 2020 si è dedicata alle serie Awkwafina è Nora del Queens e Il club delle babysitter. Dal 2021 è la showrunner, regista e sceneggiatrice principale della serie HBO Max Hacks con Jean Smart. Grazie a questa serie ha vinto due Premi Emmy, un Directors Guild of America Award e tre Writers Guild of America Awards.

## Vita privata
Lucia Aniello ha sposato nel settembre 2021 l'attore Paul W. Downs, conosciuto nel 2007. I due hanno un figlio, nato nel 2022.

## Filmografia

### Regista

#### Cinema
- Crazy Night - Festa col morto (Rough Night) (2017)

#### Televisione
- Paulilu Mixtape - serie TV, 7 episodi (2012)
- Broad City - 16 episodi (2014-2019)
- Other Space - serie TV, 2 episodi (2015)
- Time Traveling Bong - miniserie TV, 3 episodi (2016)
- Funny or Die Presents... - serie TV, 1 episodio (2017)
- The Last Man on Earth - serie TV, episodio 4x06 (2017)
- Obama's Other Daughters - serie TV, episodio 1x01 (2019)
- Awkwafina è Nora del Queens (Awkwafina Is Nora from Queens) - serie TV, 3 episodi (2020)
- Il club delle babysitter (The Baby-Sitters Club) - serie TV, 3 episodi (2020)
- Hacks - serie TV, 16 episodi (2021-in corso)

#### Videoclip
- Bitches - Tove Lo feat. Charli XCX, Icona Pop, Elliphant & Alma (2018)

### Sceneggiatrice

#### Cinema
- Crazy Night - Festa col morto (Rough Night) (2017)

#### Televisione
- Paulilu Mixtape - serie TV, 7 episodi (2012)
- Broad City - 10 episodi (2014-2019)
- Time Traveling Bong - miniserie TV, 3 episodi (2016)
- The Other Two - serie TV, episodio 1x03 (2019)
- Il club delle babysitter (The Baby-Sitters Club) - serie TV, episodio 1x10 (2020)
- Hacks - serie TV, 27 episodi (2021-in corso)

### Produttrice

#### Cinema
- Crazy Night - Festa col morto (Rough Night) (2017)

#### Televisione
- Broad City - 32 episodi (2015-2019)
- The Characters - serie TV, episodio 1x06 (2016)
- Time Traveling Bong - miniserie TV, 3 episodi (2016)
- The Other Two - serie TV, 9 episodi (2019)
- Il club delle babysitter (The Baby-Sitters Club) - serie TV, 18 episodi (2020-2021)
- Awkwafina è Nora del Queens (Awkwafina Is Nora from Queens) - serie TV, 20 episodi (2020-2021)
- Hacks - serie TV, 27 episodi (2021-in corso)

## Riconoscimenti
- Premio Emmy
  - 2021 - Candidatura alla miglior serie commedia per Hacks
  - 2021 - Miglior regia in una serie commedia per Hacks
  - 2021 - Miglior sceneggiatura in una serie commedia per Hacks
  - 2022 - Candidatura alla miglior serie commedia per Hacks
  - 2022 - Candidatura alla miglior regia in una serie commedia per Hacks
  - 2022 - Candidatura alla miglior sceneggiatura in una serie commedia per Hacks
  - 2024 - Candidatura alla miglior serie commedia per Hacks
  - 2024 - Candidatura alla miglior regia in una serie commedia per Hacks
  - 2024 - Miglior sceneggiatura in una serie commedia per Hacks
  - 2025 - Candidatura alla miglior regia in una serie commedia per Hacks
  - 2025 - Candidatura alla miglior sceneggiatura in una serie commedia per Hacks
- Directors Guild of America Awards
  - 2022 - Miglior regia in una serie commedia per Hacks
- Gotham Independent Film Awards
  - 2021 - Candidatura alla miglior serie rivelazione - formato breve per Hakcs
- Producers Guild of America Awards
  - 2022 - Candidatura al miglior produttore in una serie commedia per Hacks
  - 2023 - Candidatura al miglior produttore in una serie commedia per Hakcs
- Writers Guild of America Awards
  - 2016 - Candidatura alla miglior serie commedia per Broad City
  - 2022 - Miglior serie commedia per Hacks
  - 2022 - Miglior serie rivelazione per Hacks
  - 2023 - Candidatura alla miglior serie commedia per Hacks
  - 2023 - Miglior sceneggiatura in una serie commedia per Hacks